# Kochosa timwintoni
Espèce
Kochosa timwintoni est une espèce d'araignées aranéomorphes de la famille des Lycosidae.

## Distribution
Cette espèce est endémique du Great Southern en Australie-Occidentale. Elle se rencontre sur le mont Barren ouest (en).

## Description
Le mâle holotype mesure 3,91 mm et la femelle paratype 5,50 mm, les mâles mesurent de 3,91 à 4,40 mm et les femelles de 5,32 à 5,62 mm.

## Systématique et taxinomie
Cette espèce a été décrite Framenau, Castanheira et Yoo en 2023.

## Étymologie
Cette espèce est nommée en l'honneur de Tim Winton.

## Publication originale
- Framenau, Castanheira & Yoo, 2023 : « The artoriine wolf spiders of Australia: the new genus Kochosa and a key to genera (Araneae: Lycosidae). » Zootaxa, no 5239(3), p. 301-357.